# BRP Batak (AT-299)
Le BRP Batak (LC-299) (ex-HMAS Tarakan (L 129), de la Marine royale australienne) est grande embarcation de débarquement ou Landing Craft en anglais) de la marine philippine. Son sister-ship est le BRP Ivatan (AT-298) ex-HMAS Brunei (L 127).

## Histoire
Ce navire est issue des huit unités de la classe classe Balikpapan construites au chantier naval Walkers Limited de Maryborough (province du Queensland en Australie.
Le HMAS Tarakan (L 129) a été retiré du service de la Marine royale australienne en 2014. Le navire a été rénové à la base navale de Cairns avant sa remise aux Philippines. Il a pris le nom de BRP Batak du nom du peuple Batak de l'île de Palawan.
En tant que transport de troupe, il peut embarquer 400 hommes. Sa charge maximale en matériel roulant est de 190 tonnes, soit 3 chars Leopard 1, 13 véhicules de transport de troupes M113, 23 petits camions ou 4 LARC-V (véhicule cargo amphibie).

## Note et référence
- (en) Cet article est partiellement ou en totalité issu de l’article de Wikipédia en anglais intitulé « BRP Batak (AT-299) » (voir la liste des auteurs).